# Río Medvéditsa
El río Medvéditsa (también transcrito como Medveditja, Medvedica o Medveditya) (del ruso: Медведица) es un largo río localizado en la parte meridional de la Rusia europea, uno de los principales afluentes del río Don. Su longitud total es de 745 km y su cuenca drena una superficie de 34.700 km² (mayor que Moldavia).
Administrativamente, el río discurre por el óblast de Sarátov y el óblast de Volgogrado de la Federación de Rusia.

## Geografía
El río Medvéditsa tiene su fuente en la parte meridional de los Altos del Volga, en el óblast de Sarátov, a menos de 100 km al norte de la ciudad de Sarátov (873.055 hab. en 2002). El río discurre en dirección predominantemente sursudoeste, con un curso típico de ríos de llanura, con muchas curvas y meandros. 
En un primer tramo se dirige en dirección oeste, pasando por Podsnézhnoe y luego Petrovsk (33.956 hab.). Aquí el río gira en dirección casi sur, pasando por Atkarsk (27.907 hab.) y Lysye Gori y recibiendo por la derecha al río Balanda (164 km y una cuenca de 1900 km²) y por la izquierda al Karamysh. Luego entra por la parte septentrional en el óblast de Volgogrado, pasando por Zhirnovsk (17.751 hab.) y Linevo, para recibir a continuación por la izquierda al río Tersá (239 km). Sigue por Ostrovovskaya, donde vira hacia el suroeste, pasando por Danílovska, Sennói, Mijáilovka (60.034 hab.) y Archedínskaya, donde recibe al río Archedá (167 km y una cuenca de 2.050 km²). Desemboca, después de 745 km, por la izquierda en el río Don, al poco de que éste haya recibido al río Jopior y aguas arriba de  Serafimóvich (9.939 hab.). 
El río Medvéditsa discurre por una zona bastante árida y es alimentado principalmente por el deshielo. Está congelado de diciembre a marzo, con una subida muy importante de sus aguas en abril y mayo. No tiene un caudal muy elevado para su cuenca, siendo de unos 70 m³/s de media, con un mínimo invernal de 4 m³/s y un máximo en la primavera de 2.070 m³/s.
El río es navegable desde la boca hasta Atkarsk.
El nombre del río significa osa, y según cuenta la leyenda, alude a la gran población de osos en la zona en épocas anteriores.